# Thác Hang Dơi
Thác Hang Dơi là thác trên suối Đăk Lơ Pe tại vùng đất thị trấn Kbang huyện Kbang tỉnh Gia Lai, Việt Nam.
Thác ở cách trung tâm hành chính thị trấn Kbang 14°08′23″B 108°36′04″Đ / 14,13974°B 108,601182°Đ cỡ 5 km về hướng Đông. Tiếp cận thác từ thị trấn hiện là đường liên xã miền núi, và một quãng đường ngắn xuyên rừng tạo ra cảm giác khám phá vùng rừng nguyên sơ.
Dòng thác cao cỡ 10 m tạo ra mảng nước bạc linh động, trùm lên hang một phần cửa hang. Hang có dạng vòm, bên trong có nhiều dơi trú ngụ, từ đó hình thành tên thác Hang Dơi.
Du lịch phát triển trong khi quản lý thác không chặt chẽ , dẫn đến các du khách thiếu ý thức đã làm "thác tràn ngập rác thải".